# HD 156768
HD 156768 är en dubbelstjärna belägen i den mellersta delen av stjärnbilden Altaret. Den har en kombinerad skenbar magnitud av ca 5,86 och är svagt synlig för blotta ögat där ljusföroreningar ej förekommer. Baserat på parallaxmätning inom Hipparcosuppdraget på ca 3,0 mas, beräknas den befinna sig på ett avstånd på ca 1 100 ljusår (ca 340 parsek) från solen. Den rör sig närmare solen med en heliocentrisk radialhastighet på ca -10 km/s.

## Egenskaper
Primärstjärnan HD 156768 A är en gul till vit superjättestjärna av spektralklass G8 I/II. Den har en radie som är ca 30 solradier och har ca 616 gånger solens utstrålning av energi från dess fotosfär vid en genomsnittlig effektiv temperatur av ca 4 800 K.
Följeslagaren är en stjärna med skenbar magnitud 9,6, som ligger separerad med 1,81 bågsekund (år 2014) vid en positionsvinkel av 184°.